# Cámara de Diputados de la República Dominicana
La Cámara de Diputados de la República Dominicana, es la cámara baja en la legislatura bicameral de ese país y que junto a la del Senado, forma el Congreso, que ostenta el poder legislativo del país. 
La Cámara de Diputados tiene su precedente directo en la Constitución dominicana de 1844, que establece una legislatura bicameral en el sistema político dominicano, y llama Tribunado a la cámara baja del primer Congreso. 
La composición y los poderes de la Cámara, se establecen por la Constitución de la República Dominicana. Dicha cámara, está compuesta por diputados, que están divididos en 178 por provincia, 5 a nivel nacional y 7 en el extranjero.
Esta cámara se encarga de la aprobación de la legislación nacional, conocida como leyes, las cuales, después de la aprobación del Senado, son enviadas al Presidente de la República, para su consideración. Además de este poder básico, la Cámara tiene ciertos poderes exclusivos, entre los que se incluyen: El poder de iniciar todas las leyes relacionadas con los ingresos, la acusación de los funcionarios elegidos por el voto popular, el Senado o el Consejo Nacional de la Magistratura, que son enviados a juicio por el Senado.
La Cámara de Diputados, se encuentra en el ala este del Palacio del Congreso Nacional, en Santo Domingo, mientras que el Senado, se reúne en el ala oeste.

## Composición

### Por circunscripción
La Cámara de Diputados se compone de 190 miembros. De estos:
- 178 son electos en circunscripciones territoriales en proporción de 1 por cada 50,000 habitantes en cada provincia, no pudiendo tener una provincia menos de 2 diputados;
- 7 son electos en tres circunscripciones especiales en representación de los dominicanos residentes en el exterior;
- 5 son electos a nivel nacional para representar a los partidos políticos minoritarios que no hayan alcanzado una representación.

La distribución de diputados por circunscripción territorial se encuentra establecida de la siguiente forma:
| Distrito Nacional     | 18                    | Azua                  | 4 | Bahoruco             | 2                    | Barahona               | 3  |
| Dajabón               | 2                     | Duarte                | 5 | El Seibo             | 2                    | Elías Piña             | 2  |
| Espaillat             | 4                     | Hato Mayor            | 2 | Hermanas Mirabal     | 2                    | Independencia          | 2  |
| La Altagracia         | 5                     | La Romana             | 4 | La Vega              | 7                    | María Trinidad Sánchez | 3  |
| Monseñor Nouel        | 3                     | Monte Cristi          | 2 | Monte Plata          | 3                    | Pedernales             | 2  |
| Peravia               | 3                     | Puerto Plata          | 6 | Samaná               | 2                    | San Cristóbal          | 10 |
| San José de Ocoa      | 2                     | San Juan              | 4 | San Pedro de Macorís | 5                    | Sánchez Ramírez        | 3  |
| Santiago              | 18                    | Santiago Rodríguez    | 2 | Valverde             | 3                    | Santo Domingo          | 43 |
| Diputados de Ultramar | Diputados de Ultramar | Diputados de Ultramar | 7 | Diputados Nacionales | Diputados Nacionales | Diputados Nacionales   | 5  |

### Por partidos
Situación: 1 de julio de 2021

#### Oficialismo (102)
- Partido Revolucionario Moderno y aliados (93)
  -      Partido Revolucionario Moderno (88)
  -      Partido Humanista Dominicano (2)
  -      Alianza por la Democracia (2)
  -      Partido Revolucionario Social Demócrata (1)

- Bloque PQDC-BIS-PCR (3)
  -      Partido Quisqueyano Demócrata Cristiano (1)
  -      Bloque Institucional Socialdemócrata (1)
  -      Partido Cívico Renovador (1)

- Bloque FA-DxC (5)
  -      Frente Amplio (3)
  -      Partido Dominicanos por el Cambio (2)

#### Oposición (80)
- Partido de la Liberación Dominicana y aliados (61)
  -      Partido de la Liberación Dominicana (61)

- Fuerza del Pueblo (17)
  -      Fuerza del Pueblo (17)

- Partido Reformista Social Cristiano (5)
  -      Partido Reformista Social Cristiano (5)

- Partido Revolucionario Dominicano (3)
  -      Partido Revolucionario Dominicano (3)

- Bloque ALPAÍS-OD-PLR (3)
  -      Alianza País (1)
  -      Opción Democrática (1)
  -      Partido Liberal Reformista (1)

### Por diputados
Esta lista contiene los cambios ocurridos después de las elecciones 2020 y hasta el 1 de julio de 2024.
| Nombre                                     | Provincia              | Circunscripción | Partido de pertenencia | Partido Nominado |
| ------------------------------------------ | ---------------------- | --------------- | ---------------------- | ---------------- |
| José Horacio Rodríguez Grullón             | Distrito Nacional      | 1               | OD                     | ALPAÍS           |
| Omar Leonel Fernández Domínguez            | Distrito Nacional      | 1               | FP                     | PRSC             |
| Sandra Herminia Abinader Suero de Prieto   | Distrito Nacional      | 1               | PLD                    | PLD              |
| Isabel Jacqueline Ortiz Flores             | Distrito Nacional      | 1               | PLD                    | PLD              |
| Orlando Salvador Jorge Villegas            | Distrito Nacional      | 1               | PRM                    | PRM              |
| Eliazer Matos Féliz                        | Distrito Nacional      | 1               | PRM                    | PRM              |
| Lourdes Josefina Aybar Dionisio            | Distrito Nacional      | 2               | FP                     | PLD              |
| Rafael Tobías Crespo Pérez                 | Distrito Nacional      | 2               | FP                     | PLD              |
| Rafael Aníbal Díaz Rodríguez               | Distrito Nacional      | 2               | PRM                    | PRM              |
| Jesús Bienvenido Ogando Gil                | Distrito Nacional      | 2               | PRM                    | PRM              |
| Alfredo Pacheco Osoria                     | Distrito Nacional      | 2               | PRM                    | PRM              |
| Yuderka Yvelisse de la Rosa Guerrero       | Distrito Nacional      | 3               | FP                     | PRSC             |
| Manuel Elpidio Báez Mejía                  | Distrito Nacional      | 3               | PLD                    | PLD              |
| Gustavo Antonio Sánchez García             | Distrito Nacional      | 3               | PLD                    | PLD              |
| Carlos Sánchez Quezada                     | Distrito Nacional      | 3               | PLD                    | PLD              |
| Ramón Antonio Bueno Patiño                 | Distrito Nacional      | 3               | PRM                    | PRM              |
| José Miguel Cabrera                        | Distrito Nacional      | 3               | PRM                    | PRM              |
| Sergio Moya de la Cruz                     | Distrito Nacional      | 3               | PRM                    | PRM              |
| Julio Alberto Brito Peña                   | Azua                   |                 | PLD                    | PLD              |
| Luis Antonio Vargas Ramírez                | Azua                   |                 | PLD                    | PLD              |
| Brenda Mercedes Ogando Campos              | Azua                   |                 | PRM                    | PRM              |
| Carlos Alberto Ramírez Filpo               | Azua                   |                 | PRM                    | PRM              |
| Rafael Cuevas Jiménez                      | Bahoruco               |                 | PLD                    | PLD              |
| Olfanny Yuverka Méndez Matos               | Bahoruco               |                 | PRSD                   | PRM              |
| Manuel Miguel Florián Terrero              | Barahona               |                 | PHD                    | PHD              |
| Rudy María Méndez                          | Barahona               |                 | PLD                    | PLD              |
| Moisés Ayala Pérez                         | Barahona               |                 | PRM                    | PHD              |
| Sonia Agüero Morales                       | Dajabón                |                 | PLD                    | PLD              |
| Darío de Jesús Zapata Estévez              | Dajabón                |                 | PRM                    | PRM              |
| Yenrry Manuel Acosta Ovalle                | Duarte                 |                 | PLD                    | PLD              |
| Lupe Núñez Rosario                         | Duarte                 |                 | PLD                    | PLD              |
| Nicolás Hidalgo Almánzar                   | Duarte                 |                 | PRM                    | PRM              |
| José Luis Rodríguez Hiciano                | Duarte                 |                 | PRM                    | PRM              |
| Dorina Yajaira Rodríguez Salazar           | Duarte                 |                 | PRM                    | PRM              |
| Gerardo Alfredo Casanova Jiménez           | El Seibo               |                 | PLD                    | PLD              |
| Faustina Guerrero Cabrera                  | El Seibo               |                 | PRM                    | PRM              |
| Juan Alberto Aquino Montero                | Elías Piña             |                 | PLD                    | PLD              |
| Israel Porfirio Bienvenido Mañón Alcántara | Elías Piña             |                 | PRM                    | PRM              |
| Carlos María García Gómez                  | Espaillat              |                 | FP                     | PLD              |
| Carlos Alberto Amarante García             | Espaillat              |                 | PLD                    | PLD              |
| José Miguel Ferreiras Torres               | Espaillat              |                 | PRM                    | PRM              |
| Jefry José Grullón Lugo                    | Espaillat              |                 | PRM                    | PRM              |
| Saury Antonio Mota Ramírez                 | Hato Mayor             |                 | PRD                    | PRD              |
| Santiago Vilorio Lizardo                   | Hato Mayor             |                 | PRM                    | PRM              |
| Charlene Canaán Cabrera                    | Hermanas Mirabal       |                 | FP                     | PLD              |
| Félix Santiago Hiciano Almánzar            | Hermanas Mirabal       |                 | PRM                    | PRM              |
| Gaddis Enrique Corporán Segura             | Independencia          |                 | PLD                    | PPC              |
| Llanelis Matos Cuevas                      | Independencia          |                 | PRM                    | PRM              |
| Francisco Antonio Solimán Rijo             | La Altagracia          |                 | APD                    | APD              |
| Francisco Rodolfo Villegas Pérez           | La Altagracia          |                 | APD                    | APD              |
| Hamlet Amado Sánchez Melo                  | La Altagracia          |                 | FP                     | PLD              |
| Juan Julio Campos Ventura                  | La Altagracia          |                 | PLD                    | PLD              |
| Aida Nilsa López Reyna de Ceballos         | La Altagracia          |                 | PLR                    | PLR              |
| Eduard Alexis Espiritusanto Castillo       | La Romana              |                 | FP                     | BIS              |
| Plutarco Pérez                             | La Romana              |                 | PLD                    | PLD              |
| Eugenio Cedeño Areche                      | La Romana              |                 | PRM                    | PRM              |
| Pedro Tomás Botello Solimán                | La Romana              |                 | PRSC                   | PRSC             |
| Rosa Amalia Pilarte López                  | La Vega                | 1               | DxC                    | PRM              |
| Ángel Teófilo Estévez Estévez              | La Vega                | 1               | PLD                    | PLD              |
| José Rafael Hernández Portes               | La Vega                | 1               | PLD                    | PLD              |
| Agustín Burgos Tejada                      | La Vega                | 1               | PRM                    | PRM              |
| José David Pérez Reyes                     | La Vega                | 1               | PRM                    | PRM              |
| Carlos Máximo Mejía Abreu                  | La Vega                | 2               | PLD                    | PLD              |
| Rogelio Alfonso Genao Lanza                | La Vega                | 2               | PRSC                   | PRM              |
| Priscila Celvia D’Oleo Agüero              | María Trinidad Sánchez |                 | PLD                    | PLD              |
| Jorge Hugo Cavoli Balbuena                 | María Trinidad Sánchez |                 | PRM                    | PRM              |
| Napoleón López Rodríguez                   | María Trinidad Sánchez |                 | PRM                    | PRM              |
| María Mercedes Fernández Cruz              | Monseñor Nouel         |                 | PLD                    | PLD              |
| Orlando Antonio Martínez Peña              | Monseñor Nouel         |                 | PRM                    | PRM              |
| Nolberto Ortiz de la Cruz                  | Monseñor Nouel         |                 | PRM                    | PRM              |
| Rafael Antonio Abel Lora                   | Monte Cristi           |                 | PLD                    | PLD              |
| Rosendy Joel Polanco Polanco               | Monte Cristi           |                 | PRM                    | PRM              |
| Juan Suazo Marte                           | Monte Plata            |                 | PLD                    | PLD              |
| Pedro Antonio Tineo Núñez                  | Monte Plata            |                 | PRM                    | PRM              |
| Román de Jesús Vargas                      | Monte Plata            |                 | PRM                    | PRM              |
| Héctor Darío Féliz Féliz                   | Pedernales             |                 | PRD                    | PRD              |
| Edirda Yoalis de Oleo Peña                 | Pedernales             |                 | PRM                    | PRM              |
| Ana Mercedes Rodríguez de Aguasvivas       | Peravia                |                 | PLD                    | PLD              |
| Luis Alcides Báez                          | Peravia                |                 | PRM                    | PRM              |
| Julito Fulcar Encarnación                  | Peravia                |                 | PRM                    | PRM              |
| Ivannia Rivera Núñez                       | Puerto Plata           | 1               | FP                     | PLD              |
| Félix Antonio Castillo Rodríguez           | Puerto Plata           | 1               | PLD                    | PLD              |
| Julio Emíl Durán Rodríguez                 | Puerto Plata           | 1               | PRM                    | PRM              |
| Jhonny de Jesús Medina Santos              | Puerto Plata           | 1               | PRM                    | PRM              |
| Ramón Alberto Dorrejo Calvo                | Puerto Plata           | 2               | PLD                    | PLD              |
| Juan Agustín Medina Santos                 | Puerto Plata           | 2               | PRM                    | PRM              |
| Danny Rafael Guzmán Rosario                | Samaná                 |                 | PLD                    | PLD              |
| Ramón Aníbal Olea Mejía                    | Samaná                 |                 | PRM                    | PRM              |
| Ydenia Doñé Tiburcio                       | San Cristóbal          | 1               | PLD                    | PLD              |
| Eddy Oscar Montás Guerrero                 | San Cristóbal          | 1               | PLD                    | PLD              |
| Dionisio de la Rosa Rodríguez              | San Cristóbal          | 1               | PRM                    | PRM              |
| Gustavo Lara Salazar                       | San Cristóbal          | 1               | PRM                    | PRM              |
| Manuel Antonio Díaz Santos                 | San Cristóbal          | 2               | PLD                    | PLD              |
| Francisco Javier Paulino                   | San Cristóbal          | 2               | PRM                    | PRM              |
| Otoniel Tejeda Martínez                    | San Cristóbal          | 2               | PRM                    | PRM              |
| Tulio Jiménez Díaz                         | San Cristóbal          | 3               | PLD                    | PLD              |
| Frank Junior Guerrero Mateo                | San Cristóbal          | 3               | PRM                    | PRM              |
| Margarita Tejeda de la Rosa                | San Cristóbal          | 3               | PRM                    | PRM              |
| Josefa Altagracia Mejía Macea              | San José de Ocoa       |                 | FP                     | PLD              |
| Altagracia Yarelys Encarnación Gerónimo    | San José de Ocoa       |                 | PRM                    | PRM              |
| Nidio Encarnación Santiago                 | San Juan               |                 | Frente Amplio          | Frente Amplio    |
| Franklin Ramírez de los Santos             | San Juan               |                 | Frente Amplio          | Frente Amplio    |
| Mélido Mercedes Castillo                   | San Juan               |                 | FP                     | PLD              |
| Fabiana Tapia Valenzuela                   | San Juan               |                 | PRM                    | PLD              |
| Pedro César Mota Pacheco                   | San Pedro de Macorís   |                 | PLD                    | PLD              |
| Fior Daliza Peguero Varela                 | San Pedro de Macorís   |                 | PRD                    | PRD              |
| Luis Gómez Benzo                           | San Pedro de Macorís   |                 | PRM                    | PRM              |
| Carlixta Carolina Paula de la Cruz         | San Pedro de Macorís   |                 | PRM                    | PRM              |
| Rafaela Alburquerque de González           | San Pedro de Macorís   |                 | PRSC                   | PLD              |
| Verónica María Contreras de Jesús          | Sánchez Ramírez        |                 | PLD                    | PLD              |
| Geraldo Antonio Concepción Vargas          | Sánchez Ramírez        |                 | PRM                    | PRM              |
| Sadoky Duarte Suárez                       | Sánchez Ramírez        |                 | PRM                    | PRM              |
| Mateo Evangelista Espaillat Tavárez        | Santiago               | 1               | DxC                    | PRM              |
| Ramón Mayobanex Martínez Durán             | Santiago               | 1               | PLD                    | PLD              |
| Héctor Bienvenido Ramírez Bidó             | Santiago               | 1               | PLD                    | PLD              |
| Víctor Valdemar Suárez Díaz                | Santiago               | 1               | PLD                    | PLD              |
| Leonardo Alfonso Aguilera Quijano          | Santiago               | 1               | PRM                    | PRM              |
| Gregorio Domínguez Domínguez               | Santiago               | 1               | PRM                    | PRM              |
| Miguel Andrés Gutiérrez Díaz               | Santiago               | 1               | PRM                    | PRM              |
| Máximo Castro                              | Santiago               | 1               | PRSC                   | PRSC             |
| Rosa Hilda Genao Díaz                      | Santiago               | 2               | PLD                    | PLD              |
| José Benedicto Hernández Tejada            | Santiago               | 2               | PLD                    | PLD              |
| Francisco Alberto Díaz García              | Santiago               | 2               | PRM                    | PRM              |
| Braulio de Jesús Espinal Tavárez           | Santiago               | 2               | PRSC                   | PRSC             |
| Félix Michell Rodríguez Morel              | Santiago               | 3               | FP                     | PLD              |
| Víctor Manuel Fadul Lantigua               | Santiago               | 3               | PLD                    | PLD              |
| Magda Alina Altagracia Rodríguez Azcona    | Santiago               | 3               | PLD                    | PLD              |
| Luis René Fernández Tavárez                | Santiago               | 3               | PRM                    | PRM              |
| Nelson Rafael Marmolejos Gil               | Santiago               | 3               | PRM                    | PRM              |
| Nelsa Shoraya Suárez Ariza                 | Santiago               | 3               | PRM                    | PRM              |
| Esteban Antonio Cruz                       | Santiago Rodríguez     |                 | PLD                    | PLD              |
| Nicolás Tolentino López Mercado            | Santiago Rodríguez     |                 | PRM                    | PRM              |
| Ycelmary Brito O’Neal                      | Santo Domingo          | 1               | FP                     | FP               |
| Juan Carlos Echavarría Milané              | Santo Domingo          | 1               | PLD                    | PLD              |
| Luis Manuel Henríquez Beato                | Santo Domingo          | 1               | PLD                    | PLD              |
| Gilberto Antonio Balbuena Arias            | Santo Domingo          | 1               | PRM                    | PRM              |
| Ana Adalgiza del Carmen Abreu Polanco      | Santo Domingo          | 1               | PRM                    | PRM              |
| Amado Antonio Díaz Jiménez                 | Santo Domingo          | 1               | PRM                    | PRM              |
| Rafael Augusto Castillo Casado             | Santo Domingo          | 2               | PLD                    | PLD              |
| Bolívar Ernesto Valera Ariza               | Santo Domingo          | 2               | PLD                    | PLD              |
| Carlos Higinio de Jesús Veras              | Santo Domingo          | 2               | PRM                    | PRM              |
| José Francisco A. A. Santana Suriel        | Santo Domingo          | 2               | PRM                    | PRM              |
| Heriberto Aracena Montilla                 | Santo Domingo          | 3               | FP                     | FP               |
| Juan José Rojas Franco                     | Santo Domingo          | 3               | PHD                    | PRM              |
| Ysabel de la Cruz Javier                   | Santo Domingo          | 3               | PLD                    | PLD              |
| Carlos José Gil Rodríguez                  | Santo Domingo          | 3               | PLD                    | PLD              |
| Eduardo Hidalgo Abreu                      | Santo Domingo          | 3               | PLD                    | PLD              |
| Franklin Martínez                          | Santo Domingo          | 3               | PLD                    | PLD              |
| Pedro Julio Alcántara                      | Santo Domingo          | 3               | PRM                    | PRM              |
| Alexis Isaac Jiménez González              | Santo Domingo          | 3               | PRM                    | PRM              |
| José Moisés Ortiz López                    | Santo Domingo          | 3               | PRM                    | PRM              |
| Dulce Mercedes Quiñones                    | Santo Domingo          | 3               | PRM                    | PRM              |
| María Elisa Suárez Alcalá                  | Santo Domingo          | 3               | PRM                    | PLD              |
| Miguel Alberto Bogaert Marra               | Santo Domingo          | 4               | BIS                    | FP               |
| Aquilino Serrata Uceta                     | Santo Domingo          | 4               | FP                     | PLD              |
| Ana María Peña Raposo                      | Santo Domingo          | 4               | PLD                    | PLD              |
| Ignacio Aracena                            | Santo Domingo          | 4               | PRM                    | PRM              |
| Elías Báez de los Santos                   | Santo Domingo          | 4               | PRM                    | PRM              |
| Eduviges María Bautista Gomera             | Santo Domingo          | 4               | PRM                    | PRM              |
| Luis Rafael Sánchez Rosario                | Santo Domingo          | 4               | PRM                    | PRM              |
| Domingo Eusebio de León Mascaro            | Santo Domingo          | 5               | PLD                    | PLD              |
| Jesús Martínez Alberty                     | Santo Domingo          | 5               | PLD                    | PLD              |
| Getrude Ramírez Cabral                     | Santo Domingo          | 5               | PLD                    | PLD              |
| Alexánder Javier Cuevas                    | Santo Domingo          | 5               | PRM                    | PRM              |
| César Santiago Rutinel Domínguez           | Santo Domingo          | 5               | PRM                    | PRM              |
| Jesús Manuel Sánchez Martínez              | Santo Domingo          | 5               | PRM                    | PRM              |
| Rubén Darío Maldonado Díaz                 | Santo Domingo          | 6               | FP                     | FP               |
| Enriqueta Rojas Javier                     | Santo Domingo          | 6               | FP                     | PLD              |
| Emmanuel Morales Paulino                   | Santo Domingo          | 6               | PLD                    | PLD              |
| Sócrates Pérez Lorenzo                     | Santo Domingo          | 6               | PLD                    | PLD              |
| Damarys Vásquez Castillo                   | Santo Domingo          | 6               | PLD                    | PLD              |
| Betty Gerónimo Santana                     | Santo Domingo          | 6               | PRM                    | PRM              |
| Melvin Alexis Lara Melo                    | Santo Domingo          | 6               | PRM                    | PRM              |
| Diómedes Omar Rojas                        | Santo Domingo          | 6               | PRM                    | PRM              |
| Lucrecia Santana Leyba                     | Santo Domingo          | 6               | PRM                    | PRM              |
| Dolores Emilia Fermín Beltrán de Durán     | Valverde               |                 | PLD                    | PLD              |
| José Francisco López Chávez                | Valverde               |                 | PRM                    | PRM              |
| Gustavo Adolfo Rodríguez Espina            | Valverde               |                 | PRM                    | PRM              |
| Kenia Felicia Bidó Parra de Dell’Aquila    | Ultramar               | 1               | PRM                    | PRM              |
| Servia Augusta Familia Echabarría          | Ultramar               | 1               | PRM                    | PRM              |
| Norberto Rodríguez Vásquez                 | Ultramar               | 1               | PRM                    | PRM              |
| Ramón María Ceballo Martes                 | Ultramar               | 2               | PRM                    | PRM              |
| Adelis de Jesús Olivares Ortega            | Ultramar               | 2               | PRM                    | PRM              |
| Lily Germania Florentino Rosario           | Ultramar               | 3               | PRM                    | PRM              |
| Julio César López Peña                     | Ultramar               | 3               | PRM                    | PRM              |
| Pedro Antonio Martínez Moronta             | Nacional               |                 | ALPAÍS                 | PRM              |
| Juan Dionicio Rodríguez Restituyo          | Nacional               |                 | Frente Amplio          | PHD              |
| Miguel Ángel de los Santos Figueroa        | Nacional               |                 | PCR                    | PCR              |
| Radhamés Camacho Cuevas                    | Nacional               |                 | PLD                    | PLD              |
| Elías Wessin Chávez                        | Nacional               |                 | PQDC                   | PRSC             |

## Funciones
- Acusar ante el Senado a las y los funcionarios públicos elegidos por voto popular, a los elegidos por el Senado y por el Consejo Nacional de la Magistratura, por la comisión de faltas graves en el ejercicio de sus funciones.
- Someter al Senado las ternas para la elección de los miembros de la Cámara de Cuentas con el voto favorable de las dos terceras partes de los presentes.
- Someter al Senado las ternas del Defensor del Pueblo, sus suplentes, que no podrán ser más de dos, y los adjuntos, que no podrán ser más de cinco, con el voto favorable de las dos terceras partes de los presentes.[9]
- Las que les confiere el Art. 93 de la Constitución Dominicana.[10]